# Stříbrné Hory (Horní Město)
Stříbrné Hory (do roku 1949 Najfunk, dříve také Neufunk; německy Neufang) je malá vesnice u Rýmařova, část obce Horní Město v okrese Bruntál. Nachází se asi 2,5 km na severovýchod od Horního Města.
Stříbrné Hory je také název katastrálního území o rozloze 5,72 km2.

## Název
Hornická osada u stříbrných dolů byla při svém založení pojmenována německy Neufang - "nový začátek". České jméno vzniklo z německého hláskovými úpravami. Po druhé světové válce bylo jméno změněno podle místní těžby stříbra.

## Historie
Stříbrné Hory, dříve Najfung (německy Neufang), je stará hornická osada. Název jednoho pahorku Silber-Berg, tzn. Stříbrná Hora, ukazuje, že se zde těžilo stříbro. Obec byla založena 1542 právě u těchto dolů. Kaple byla postavena až v letech 1769 až 1773.
Západně od Stříbrných Hor (u cesty na Oskavu) vznikla osada Ferdinandov. Osadu založil roku 1755 hrabě Ferdinand Harrach pro své kolonisty z Krušných hor. Pracovali v janovické manufaktuře a v lese. Bylo zde asi 12 domů, hospoda a kaple. Roku 1965 byla osada zrušena a název zmizel ze seznamu obcí.

### Vývoj počtu obyvatel
Počet obyvatel Stříbrných Hor (včetně Ferdinandova) podle sčítání nebo jiných úředních záznamů:
| Rok            | 1869 | 1880 | 1890 | 1900 | 1910 | 1921 | 1930 | 1950 | 1961 | 1970 | 1980 | 1991 | 2001 |
| -------------- | ---- | ---- | ---- | ---- | ---- | ---- | ---- | ---- | ---- | ---- | ---- | ---- | ---- |
| Počet obyvatel | 530  | 459  | 421  | 355  | 367  | 355  | 359  | 178  | 113  | 131  | 103  | 79   | 67   |

Ve Stříbrných Horách je evidováno 44 adres : 42 čísel popisných (trvalé objekty) a 2 čísla evidenční (dočasné či rekreační objekty). Při sčítání lidu roku 2001 zde bylo napočteno 39 domů, z toho 25 trvale obydlených.

## Památky
Rudný důl – archeologické stopy, jižně od silnice Stříbrné Hory – Bedřichov jsou pozůstatky propadlin po dobývkách z 12. až 16. století. Rudný důl je kulturní památkou ČR.